# Filopàtor I
Filopàtor I (Philopator) fou rei de Cilícia. Era fill de Tarcondimot I i com el seu pare va abraçar la causa de Marc Antoni durant la guerra civil d'aquest contra Octavi (August). Tarcondimot I va morir en la batalla d'Àccium el 31 aC. Els dominis paterns foren confiscats pel guanyador, però potser els va recobrar o van restar a la família, ja que vers l'any 20 aC apareix com a sobirà Tarcondimot II, que suposadament era ell mateix (Tarcondimot II Filopàtor) o el seu germà.